# 国鉄6200形蒸気機関車
6200形は、1897年（明治30年）および1900年（明治33年）に、イギリスのニールソン（ネルソン）社 (Neilson & Co., Hyde Park Locomotive Works) で製造され、官設鉄道が輸入したテンダー式蒸気機関車である。
本項では、同形機であるイギリスのダブス社 (Dubs & Co., Glasgow Locomotive Works) 製の6270形、アメリカのアメリカン・ロコモティブ（アルコ）社クック工場 (American Locomotive Co., Ltd. (=Alco.) Cooke Loco. Works) 製の6300形、ドイツのハノーバー社 (Hannoversche Maschinenbau Actien-Gesellschaft (=HANOMAG) ) 製の6350形についても取扱う。これらは、鉄道作業局では一括してD9形と称された。

## 概要
幹線用機関車として導入されたもので、他社製の同形機をあわせて1909年（明治42年）までに135両が輸入された、明治時代後期を代表する旅客列車用テンダー機関車の一つである。後述の他社製造機も含め、原設計を行なった会社の名を取って「ネルソン」と愛称された。
大正時代末期には16両が飽和式から過熱式に改造（6200形・6270形 → 6250形）され、その他の車両は既に譲渡されていた10両と対象とならなかった5両を除いてタンク式蒸気機関車に改造（6200形・6270形 → 1070形、6350形 → 1000形（2代）、6300形 → 1150形（2代））された。
38両が民間に譲渡されており、そのうち15両が東武鉄道（6200形 → B5形、6250形 → B6形）であった。また2両は譲渡先が戦時買収によって国有化されたため再び国鉄籍となっている。

## 6200形・6270形

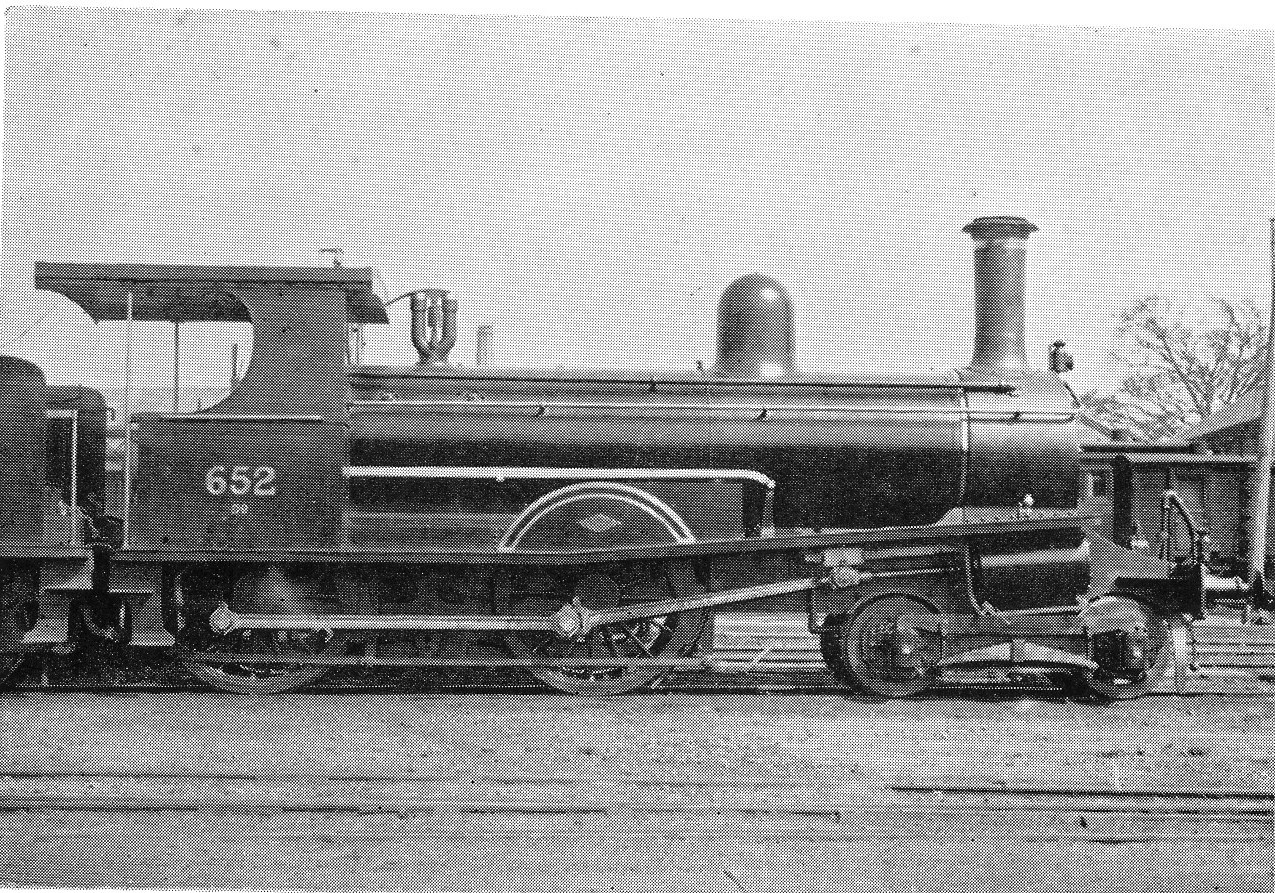
鉄道作業局 652（後の鉄道院 6200形）

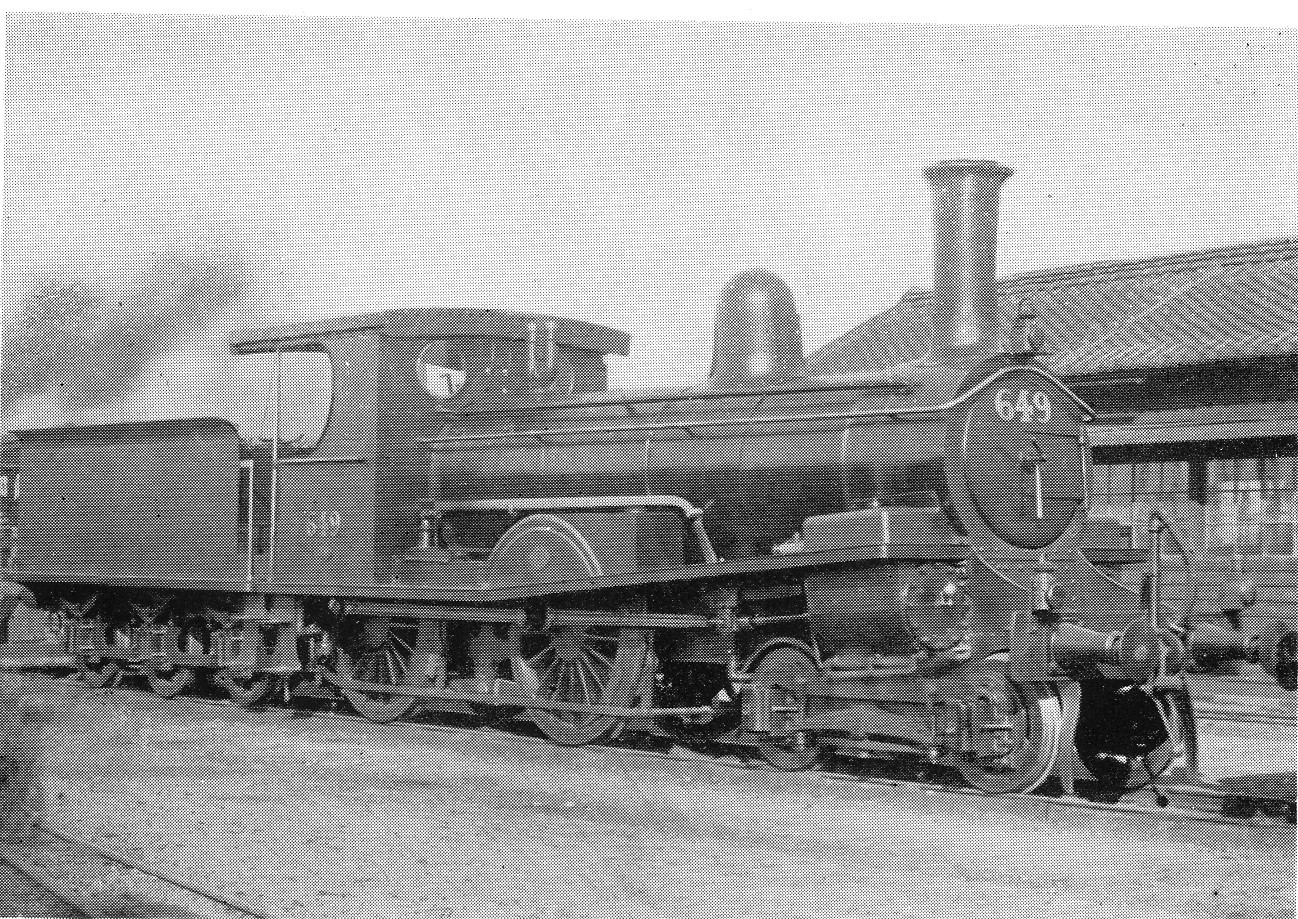
鉄道作業局 649（後の鉄道院 6270形）

### 構造
6200形および6270形は、車軸配置4-4-0 (2B) で2気筒単式の飽和式旅客列車牽引用テンダー機関車である。形態としては、先行の5500形系列を基本にして大型化して、動輪直径を1,372mm(4ft6in)から1,524mm (5ft) に拡大して高速化を図ったものと見ることができ、細部の造りも類似する点が多い。弁装置はスチーブンソン式、安全弁はラムズボトム式、テンダーは3軸固定式である。
両形式は全くの同一仕様で、ただ、製造メーカーが異なるのみであるはずだが、実際にはダブス製の方が性能が良く、優等列車は全てダブス製が使われていた。1898年（明治31年）に付与された鉄道作業局の形式でも同じD9形に類別されている。ただし、1900年（明治33年）に輸入されたものの一部は、シリンダの弁室部の構造が異なっており、従来どおり内側に設けたものとシリンダの上部、ランボード上に設けたものの2種がある。さらにダブス製の1両は火室部にドラモンド水管と称する伝熱効率を上げ、缶水の循環を良くする効果があるとされる火室を横断する水管が取付けられており、その点検用の小判形ハッチが火室側面に設けられている。

### 運用・経歴
本形式は、東海道線の全通にともなって必要となる幹線用蒸気機関車として、まず1897年にイギリスのニールソン社から18両（製造番号5164 - 5181）が輸入され、AN形 (224 - 241) とされた。これらは同時にアメリカのボールドウィン社から輸入されたAM形（D8形、後の6150形）との比較検討が行なわれた。その結果、官設鉄道では1900年にD9形を50両増備することとなり、ニールソン・レイド社（1898年に改称）に32両、ダブス社に18両が発注された。これらは、D9形 (600 - 649) として納入された。さらに同年、ドラモンド式水管付きのものも1両試作することとなり、これはダブス社に発注されて650として納入されている。1902年（明治35年）には、6両がダブス社に発注され、これによりD9形は75両が揃うことになった。このうち、ニールソン社製は弁室の位置によって、ダブス社製はドラモンド水管の有無によってそれぞれ2種（計4種）に細分類されている。
この際の官設鉄道における番号ならびに製造年、仕様、メーカー、製造番号の対照は次のとおりである。
- 600 - 611　内側弁室（第1種）　1900年ニールソン社製（製造番号5633 - 5644）
- 612 - 617　上側弁室（第2種）　1900年ニールソン社製（製造番号5645 - 5650）
- 618, 619　内側弁室（第1種）　1900年ニールソン社製（製造番号5651, 5652）
- 620 - 628　内側弁室（第3種）　1900年ダブス社製（製造番号3958 - 3966）
- 629 - 637　上側弁室（第3種）　1900年ダブス社製（製造番号3967 - 3975）
- 638, 639　内側弁室（第1種）　1900年ニールソン社製（製造番号5721, 5722）
- 640 - 649　上側弁室（第2種）　1900年ニールソン社製（製造番号5723 - 5732）
- 650　上側弁室（第4種）　1900年ダブス社製（製造番号4039） - ドラモンド水管付き
- 651 - 656　内側弁室（第3種）　1902年ダブス社製（製造番号4166 - 4171）

これらは揃って、東海道線で使用された。1907年（明治40年）、雑多な旧形機や小形機の淘汰のため、官設鉄道はとりあえず実績のあるD9形60両の増備を計画したが、ダブス社、ニールソン社の後身であるノース・ブリティッシュ社は1両の受注も取ることができず、これらはドイツのハノーバー社、アメリカのアメリカン・ロコモティブ社に発注された。（これらについては後述）
1909年（明治42年）7月、鉄道国有法の施行を受けて制定された鉄道院の車両形式称号規程では、224 - 241, 600 - 619, 638 - 649, 651 - 656を6200形 (6200 - 6255) 、620 - 637, 650を6270形 (6270 - 6288) とされたが、間もなくメーカー別に形式を設定することになり、ニールソン社製を6200形 (6200 - 6249) 、ダブス社製を6270形 (6270 - 6294) とした。
1911年（明治44年）10月には、6200形の全機と6270形のうち18両が中部鉄道局に配置され、6270形の残りが西部鉄道局に配置されており、東海道線全線と横須賀線で使用されていた。その後、1913年（大正2年）から翌年にかけて東京鉄道局から神戸鉄道局への移動があり、北陸線への転用が進められた。
1915年（大正4年）4月からは、性能向上のため蒸気過熱器の取付けが行なわれ、1924年（大正12年）まで（1915年から1920年までとする文献もあり）に6200形15両、6270形1両に対して改造が行なわれた。1923年（大正12年）および1924年には10両 (6245 - 6249, 6236 - 6238, 6242, 6244) が東武鉄道に譲渡され、B5形 (41 - 50) に改められた。残りの49両は、1925年（大正14年）から1928年（昭和3年）にかけて、全てタンク機関車1070形に改造され、両形式とも消滅した。

### 6250形

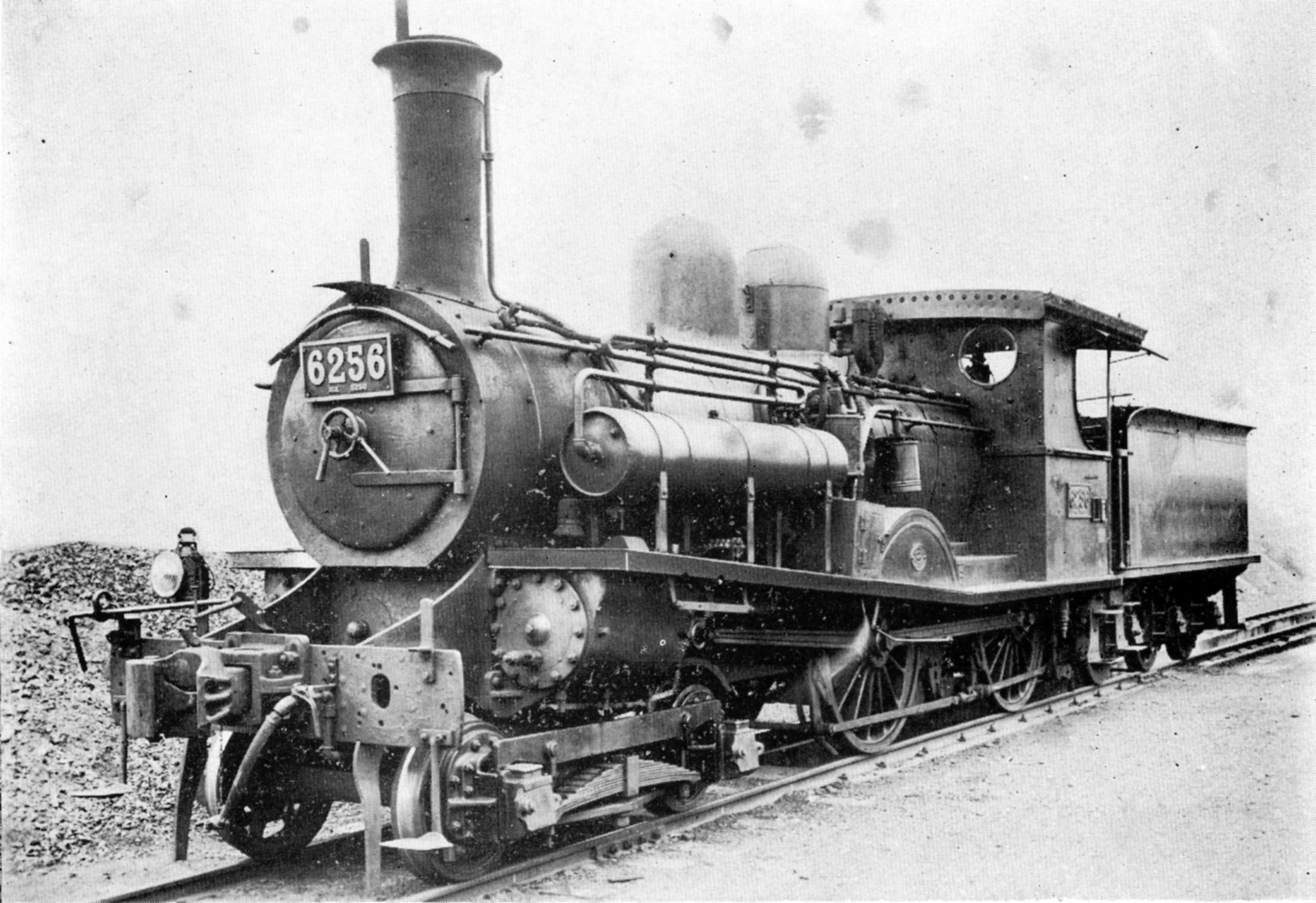
6250形6256号

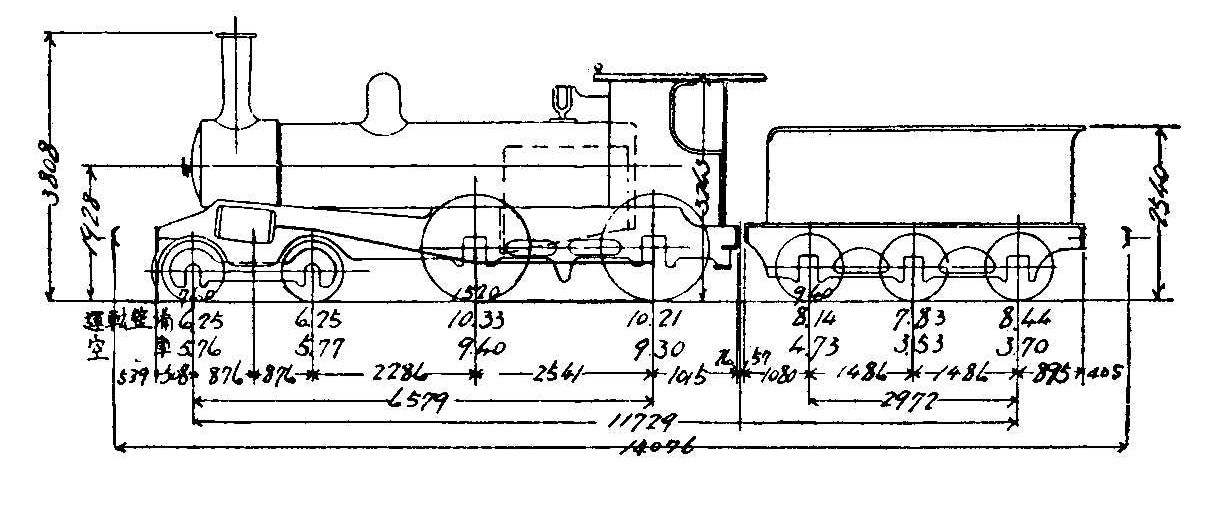
形式図

本形式は、6200形および6270形に煙管取替えの際にシュミット式煙管過熱器を取付け、過熱式蒸気機関車に改造したものである。1915年から1924年にかけて6200形15両、6270形1両に対し、浜松工場で施行された。改造の際に、傾斜していた煙室前面は垂直に作り直され、上側式の弁室を持っていたものはすべて内側式に改造された。第1動輪のスプラッシャー（泥除け）に付属していた砂箱は、ボイラー上に移し、ドーム状のキセが取付けられた。
本形式への改造の経緯、番号の対照は次のとおりである。
- 1915年改造　6239, 6232 → 6250, 6251（2両）
- 1916年改造　6230, 6220, 6240, 6228 → 6252 - 6255（4両）
- 1917年改造　6223, 6219 → 6256, 6257（2両）
- 1919年改造　6243, 6241 → 6258, 6259（2両）
- 1921年改造　6226 → 6260（1両）
- 1922年改造　6222, 6234, 6277 → 6261 - 6263（3両）
- 1924年改造　6214, 6212 → 6264, 6265（2両）

当初の配置は、ほとんどが名古屋鉄道局管内で、東海道本線沼津 - 米原間や北陸線で使用された。1920年代後半には、13両 (6250 - 6253, 6257 - 6265) が6270形がタンク機関車への改造のため転出した代替機として四国の小松島機関庫に転属し、徳島線などで使用された。名古屋鉄道局に残った3両は名古屋機関庫で入換用に使用されていた。
1935年（昭和10年）には、四国にも8620形が配置されるようになり、5両 (6250, 6251, 6261, 6262, 6265) は仙台鉄道局の白山機関庫に移って越後線で使用され、6258, 6259は名古屋鉄道局の稲沢機関庫に戻って、6254 - 6256とともに入換用となった。
1937年（昭和12年）から1942年（昭和17年）にかけて5両 (6251 - 6253, 6257, 6260) が東武鉄道の輸送力増強用に譲渡されて同社のB6形 (60 - 64) となり、その後の移動で、6両 (6250, 6255, 6256, 6258, 6262, 6263) が松本機関区に移って大糸南線で使用された。
廃車は、1937年から始まり、1950年（昭和25年）3月までに全機が除籍された。譲渡は前記の東武鉄道への5両のほか、羽後交通横荘線に譲渡された6265がある。この機関車は、1946年に借受けていたものを1948年（昭和23年）に譲受けたもので、1951年（昭和26年）12月まで使用された。

### 東武鉄道B5形・B6形
東武鉄道は、最も多くの「ネルソン」の払下げを受けた私鉄で、6200形およびその過熱式改造機である6250形をあわせて15両導入し、貨物列車の牽引用に使用した。
6200形は10両 (6245 - 6249, 6236 - 6238, 6242, 6244) を1923年および1924年に各5両を譲受け、B5形 (41 - 50) として使用した。6250形は1937年に6253および6260が輸送力増強用に借入れられたのが最初で、翌1938年に6257が入線した。1939年には6253が、1940年に6260と6257が正式に払下げられ、B6形 (60 - 62) とされた。さらに6252と6251が1942年に借入れられ、1944年に払下げられて、63, 64となっている。
これらは、払下げ後にテンダーを大型化したものの、国鉄に残った「ネルソン」がほとんどタンク式に改造されてしまったため、テンダー式のまま原形をとどめる東武の「ネルソン」は、貴重な存在であった。
B5形は、1959年（昭和34年）に41, 44, 45, 47 - 49、1960年（昭和35年）に43, 46, 50が廃車され、最後に残った42も1962年（昭和37年）に廃車された。B6形は、1960年に60、1962年に61, 62、1963年（昭和38年）に63, 1964年（昭和39年）に64が廃車され、全廃されている。廃車後は、本形式が東武生え抜きではなかったこともあり、1両の保存機もなく、全て解体されている。

### 1070形

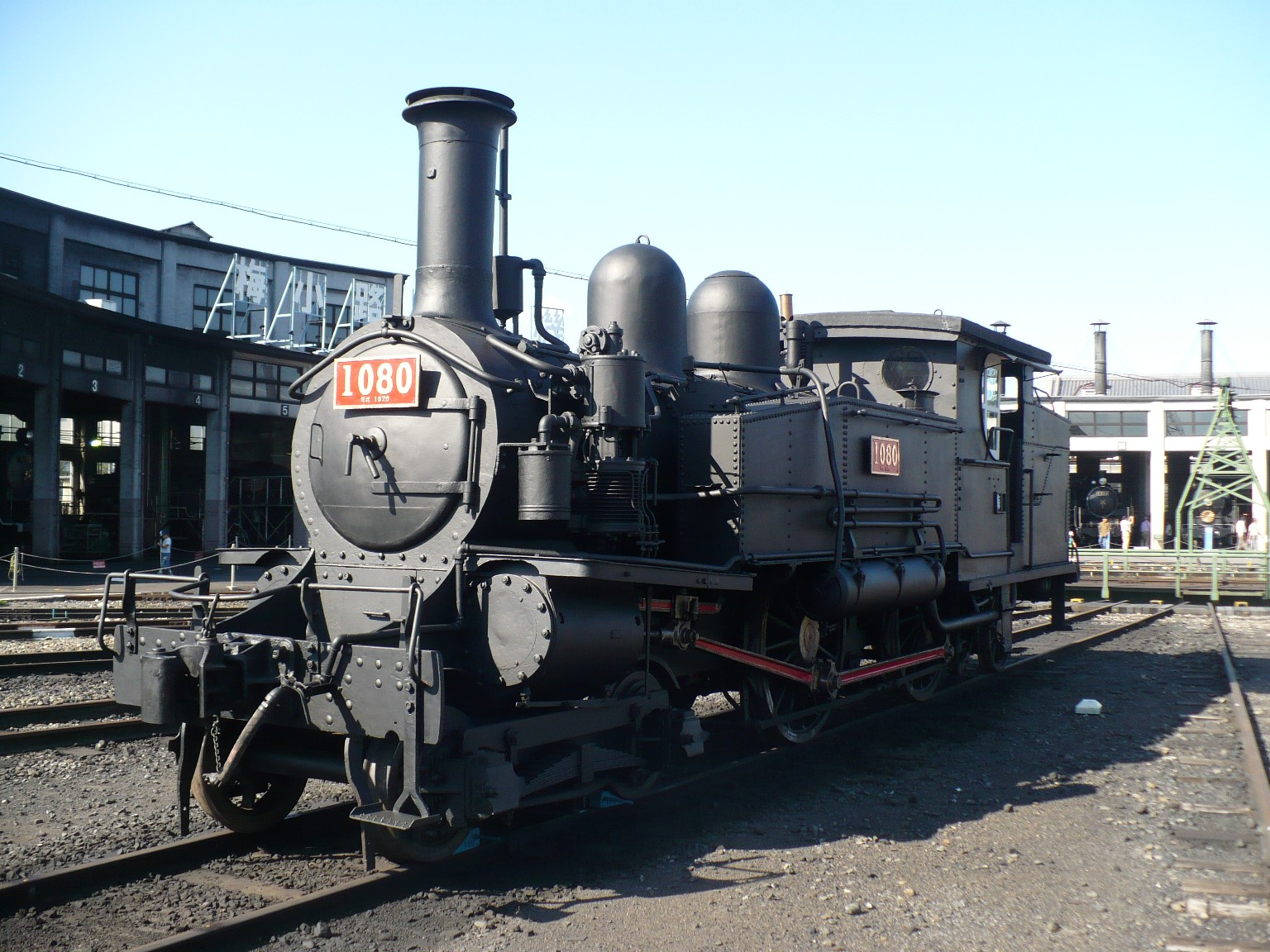
京都鉄道博物館に保存されている1080号機、左前から

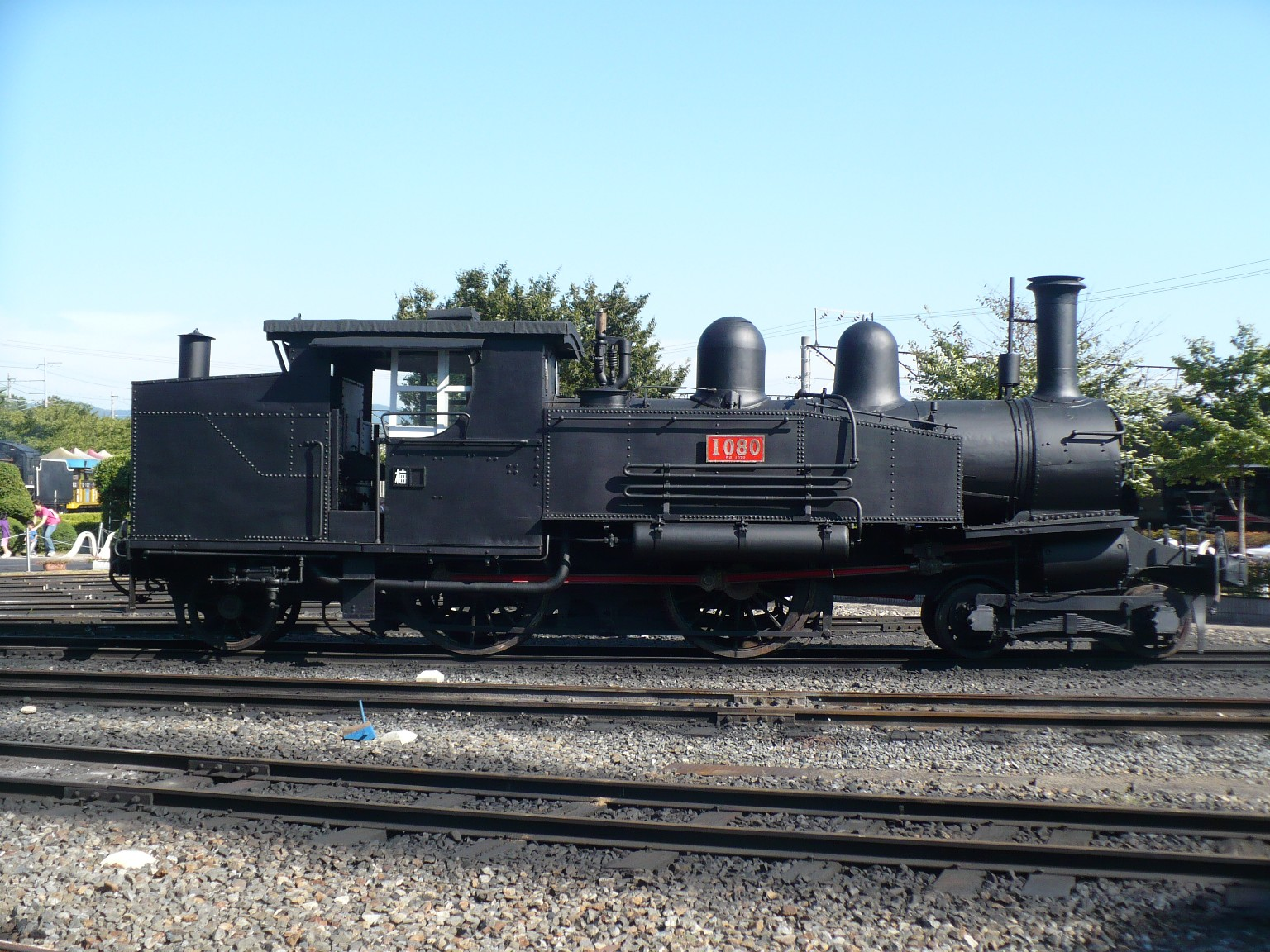
1080号機、右側面から

1070形 (1070 - 1118) は、6200形および6270形を支線の小運転や入換に適するよう、従軸を1軸追加して、側水槽および炭庫・背水槽を増設し、4-4-2 (2B1) 型タンク機関車に改造したものである。過熱式改造および譲渡されなかった全49両が1925年（大正14年）から1928年（昭和3年）までに大宮工場、浜松工場および鷹取工場で改造され、改造の終了により6200形および6270形は消滅した。種車のシリンダの弁室は上側、内側両方のタイプがあるが、上側タイプであっても内側に移設されたものとそうでないものがあり、まちまちである。また、側水槽は左右とも前半部上面に傾斜のついた五角形である。改造年および施行工場、新旧番号の対照は、次のとおりである。
- 1925年改造（5両）
  - 大宮工場　6207, 6206, 6204, 6209 → 1070 - 1073
  - 鷹取工場　6293 → 1086
- 1926年改造（32両）
  - 大宮工場　6205, 6210, 6208, 6284, 6288, 6287, 6289, 6291, 6294, 6292, 6271, 6290, 6203, 6211, 6201 → 1074 - 1085, 1094 - 1096
  - 鷹取工場　6280, 6281, 6282, 6283, 6270, 6272, 6278, 6213, 6215, 6218, 6231 → 1087 - 1093, 1106, 1107, 1109, 1111
  - 浜松工場　6224, 6229, 6233, 6227, 6235, 6225 → 1100 - 1105
- 1927年改造（9両）
  - 大宮工場　6200, 6202, 6216 → 1097 - 1099
  - 鷹取工場　6217, 6221, 6275 → 1108, 1110, 1117
  - 浜松工場　6286, 6279, 6285 → 1112 - 1114
- 1928年改造（3両）
  - 大宮工場　6273, 6274 → 1115, 1116
  - 鷹取工場　6276 → 1118

改造後は、原則として改造工場の属する鉄道局管内に配置されたが、移動は激しかった。これは、電化や支線区の建設の進行により、制式機が配置されることによるものである。1933年（昭和8年）6月末現在では、17両が東京鉄道局（宇都宮、水戸、木更津、真岡、勝浦、高崎）、14両が名古屋鉄道局（信濃大町、高岡、美濃太田、福井、長野工場）、15両が大阪鉄道局（米子、鳥取、出雲今市、浜田、和歌山、貴生川）、3両が仙台鉄道局（鰺ヶ沢、野辺地、青森）に配属されていたが、うち4両は廃車前提の第2種休車であった。
1945年（昭和20年）3月末には24両が在籍していたが、1952年（昭和37年）には2両となり、間もなく全車が除籍された。
民間へは13両が払下げられており、その状況は、次のとおりである。
- 1078（1940年） → 三井鉱山三池鉱業所 20
- 1080（1939年） → 日鉄鉱業赤谷鉱業所 1080 → 羽鶴鉱業所
- 1083（1940年） → 筑前参宮鉄道 8（→西日本鉄道宇美線） → 鉄道省（1944年）
- 1088（1940年） → 加悦鉄道 1088
- 1090（1939年） → 日本製鐵八幡製鉄所 350
- 1097（1940年） → 東洋埠頭 1097
- 1099（1938年） → 東北振興化学 1099
- 1102（1939年） → 日曹炭鉱天塩砿業所専用鉄道 1102
- 1103（1942年） → 西日本鉄道（宇美線） 1103 → 鉄道省（1944年）
- 1107（1939年） → 江若鉄道 1107
- 1113（1940年） → 夕張鉄道 1113
- 1117（1941年） → 江若鉄道 1117 → 桜島埠頭 1117（1949年）
- 1118（1937年） → 江若鉄道 1118

西日本鉄道に譲渡された2両は、1944年の戦時買収により再び国鉄籍となった。番号は、八幡製鉄所へ譲渡された1090が350に、三井鉱山三池鉱業所へ譲渡された1078が20に改められた以外は、国鉄時代の番号のまま使用された。このうち、八幡製鉄所の350は先輪のボギー台車と従輪を外して軸配置を2-4-0 (1B) に改造され、前部を詰め背部炭庫を縮小して寸詰まりのユーモラスな姿となっていた。
江若鉄道の1107, 1108や日鉄鉱業の赤谷鉱業所から羽鶴鉱業所に移った1080が1960年代まで使用され、特に羽鶴鉱業所の1080は1970年代後半まで現役で使用された。1080（旧6289）は、使用終了後に非公開で保管されていたが、2008年（平成20年）7月に西日本旅客鉄道（JR西日本）へ譲渡の申し入れがされた。これを受け同社は、現在唯一残る貴重なD9系蒸気機関車であることから、2009年（平成21年）9月以降の梅小路蒸気機関車館での保存を決定した。保存実施後は同館保存機では最古の、かつ唯一の明治時代に製造された車両となる。その後、2009年11月14日に同館で日鉄鉱業からJR西日本への譲渡式が行われた。2016年4月に梅小路蒸気機関車館を拡張・改称した京都鉄道博物館で引き続き保存されている。

## 6300形
6300形は、D9形の増備として1908年（明治41年）にアメリカン・ロコモティブ（アルコ）社のクック工場で24両（製造番号44338 - 44361）が製造されたものである。形態・性能は、ほぼ完全にニールソン社・ダブス社製のものと同一で、アメリカ製でありながら、アメリカでのオリジナル設計機（ex.7100形）に見られるような形態上の特徴はほとんど見られない。わずか釣合い梁式の先台車やテンダー台車（片ボギーの3軸式）、装飾のない簡素なスプラッシャー、煙室前面周囲に露出したリベットにアメリカ製らしさが見られるのみである。また、全機がドラモンド水管を装備している。
鉄道作業局では、D9形 (1300 - 1323) と称し、1909年に制定された鉄道院の車両形式称号規程では、6300形 (6300 - 6323) に改められた。
この頃は、神戸鉄道局管内で全機が使用されていたが、1923年3月には6両が東京鉄道局管内に転属しており、配置区は品川、梅小路、姫路、岡山、浜田であった。
本形式は、1927年から1928年にかけて19両がタンク式に改造され、1150形（2代）となった。未改造の5両 (6300, 6318 - 6321) は、そのまま同時期に廃車された。アメリカ製の本形式は、出来が今ひとつであったようで、同じアメリカ製の2500形（B6系）でも同様の批判があった。

### 1150形
1150形（2代。1150 - 1168）は、6300形を支線の小運転や入換に適するよう、従軸を1軸追加して、側水槽および炭庫・背水槽を増設し、4-4-2 (2B1) 型タンク機関車に改造したものである。19両が1927年から1928年までに浜松工場および鷹取工場で改造された。側水槽は左右ともに四角形のトランク型で、側水槽の直前からランボード位置をわずかに高くして、そのまま運転室の床まで通している。また、改造年および施行工場、新旧番号の対照は、次のとおりである。
- 1927年改造（3両）
  - 浜松工場　6306, 6307, 6309 → 1150 - 1152
- 1928年改造（16両）
  - 浜松工場　6302, 6304, 6311, 6312, 6316, 6323, 6322, 6315, 6314 → 1153, 1154, 1162 - 1168
  - 鷹取工場　6303, 6305, 6308, 6310, 6317, 6313, 6301 → 1155 - 1161

改造落成後は、主に名古屋鉄道局管内に配置されたが、1933年6月末現在では、3両が東京鉄道局（水戸）、11両が名古屋鉄道局（高岡、名古屋）、4両が大阪鉄道局（糸崎）、1両が仙台鉄道局（弘前）に配属されていた。1945年3月末現在では9両であったが、1952年までに全車が廃車された。
民間へは3両が払下げられており、その状況は次のとおりである。
- 1159（1941年） → 羽幌炭礦鉄道 1159
- 1160（1941年） → 三井鉱山三池鉱業所
- 1151（1942年3月） → 三岐鉄道 1151

三岐鉄道の1151は三岐線全線電化に先立つ1952年12月、羽幌炭礦鉄道の1159は1954年3月25日付けで廃車、解体された。

## 6350形

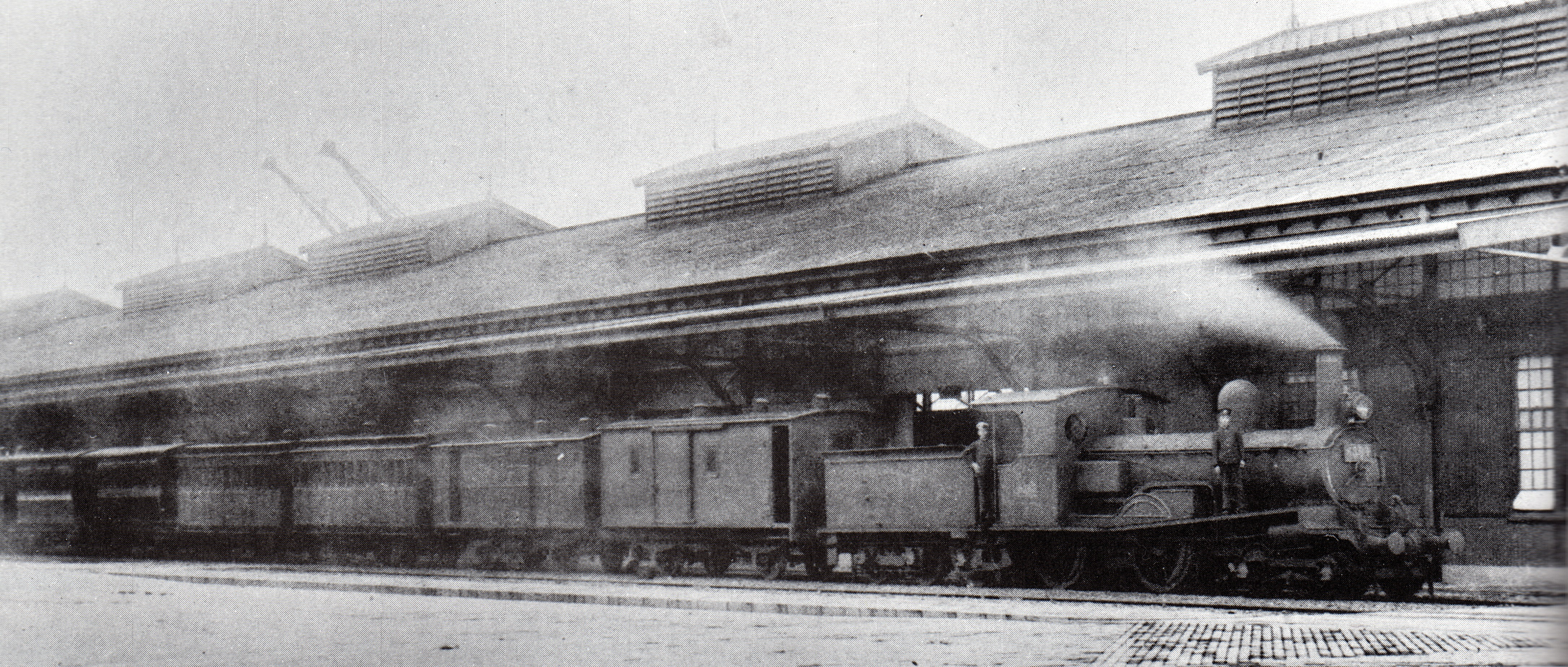
横浜港駅に入線した6350形

6350形は、D9形の増備として1908年（明治41年）にドイツ・ハノーバー社で36両（製造番号5325 - 5360）が製造されたものである。形態・性能は、ほぼ完全にイギリス製の6200形、6270形を模しており、外見にドイツ製らしさはほとんど見られない。形態的には、ランボードをシリンダ上部直前で切らずに乙字型に屈曲させて前端梁まで繋げていることが最大の特徴で、その他にも煙室扉下部に露出している前端梁に連結された主台枠が、他形式では曲線で処理されているのに対し、直線で処理されていること、スプラッシャーに浮き出し状の装飾があること、番号が真鍮鋳物のプレートに表示されているといった特徴がある。また、テンダーの足回りは6300形と同じ片ボギーの3軸式で、全機がドラモンド水管をボイラー火室に装備している。
鉄道作業局では、D9形 (1324 - 1359) と称し、1909年に制定された鉄道院の車両形式称号規程では、6350形 (6350 - 6385) に改められた。
この頃には、全機が中部鉄道局に配置されており、東海道線で使用されていた。1924年5月にはタンク機関車化改造される6270形の代替として、10両 (6350 - 6353, 6355, 6357 - 6361) が徳島に転属している。その後、1924年から1926年にかけて全機がタンク機関車（1000形（2代））に改造され、6350形は消滅した。

### 1000形

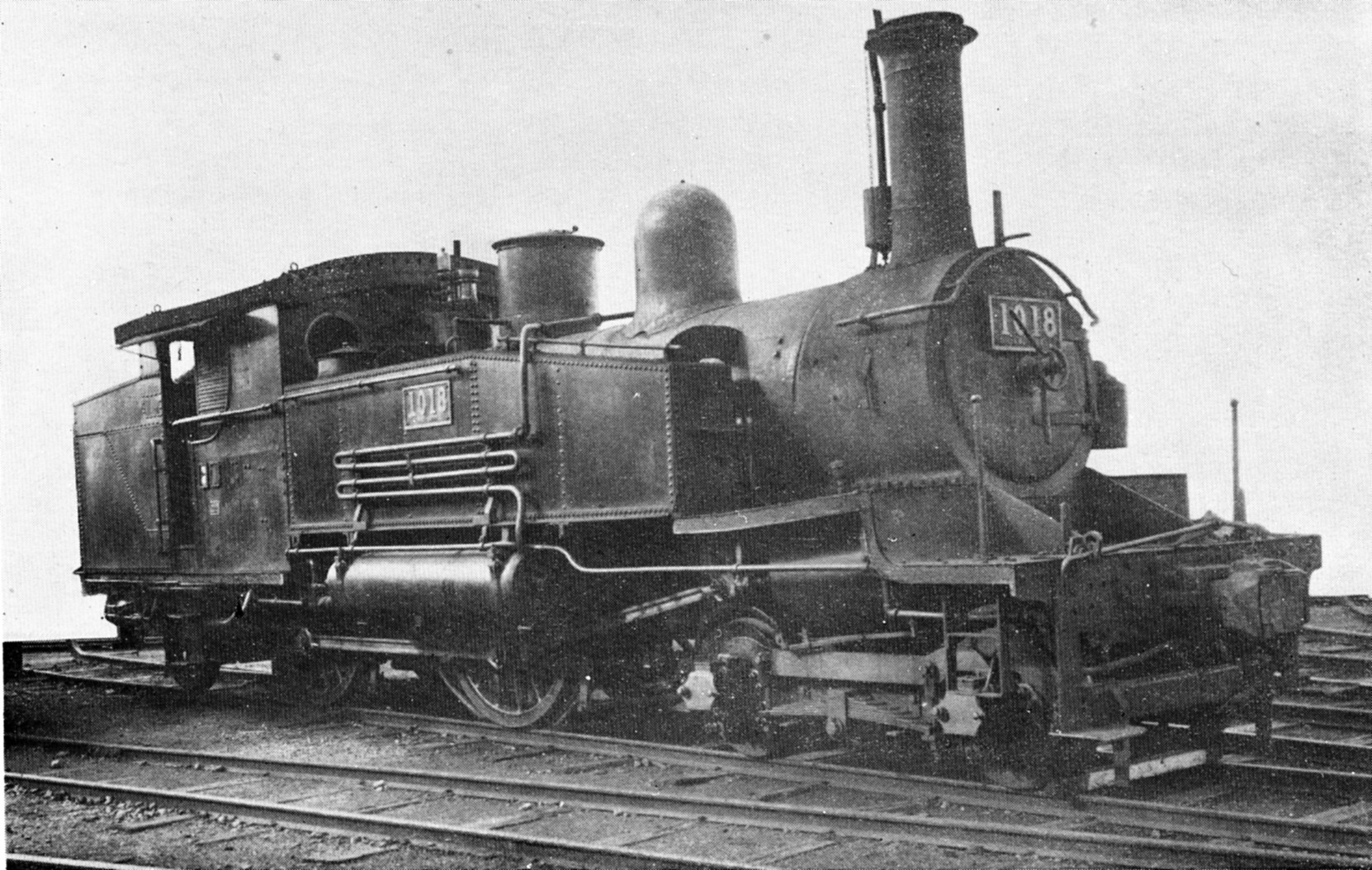
1000形1018号

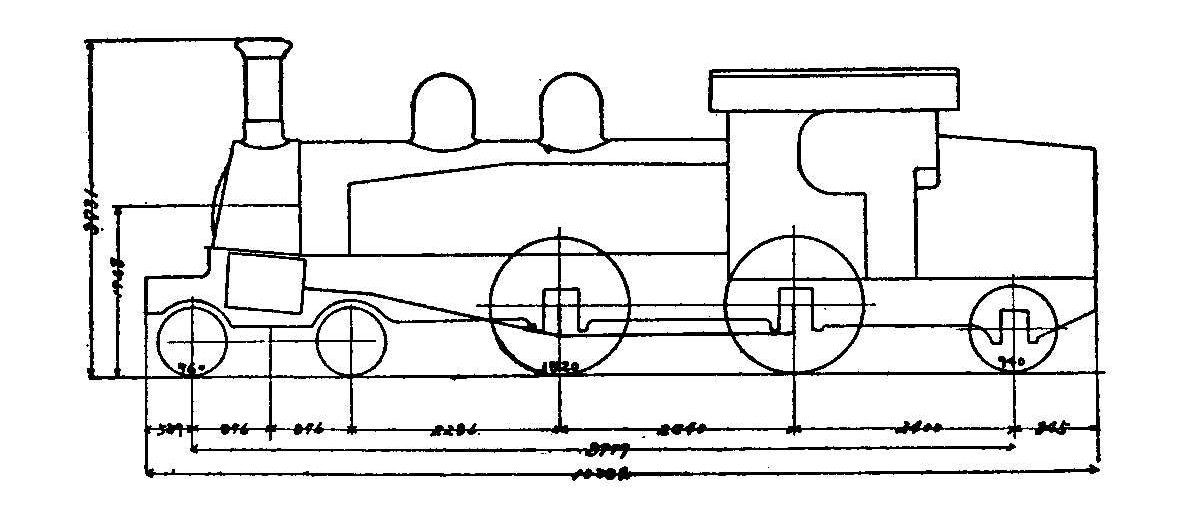
形式図（1000形）

1000形（2代。1000 - 1035）は、6350形を小運転や入換に適するよう、従軸を1軸追加して、側水槽および炭庫・背水槽を増設し、4-4-2 (2B1) 型タンク機関車に改造したもので、4形式の「ネルソン」中、最も早く改造されたものである。全36両が1924年から1926年にかけて大宮工場、浜松工場および小倉工場で改造され、改造の終了により6350形は消滅した。側水槽は左右とも前半部上面に傾斜のついた五角形である。ボイラー火室部に設置されていたドラモンド水管は、改造の際に撤去されている。また、6300形の特徴である前端部の乙字型に屈曲したランボードのシリンダから前の部分を撤去してしまった車も存在する。改造年および施行工場、新旧番号の対照は、次のとおりである。
- 1924年改造（11両）
  - 大宮工場　6373, 6368, 6367, 6354 → 1000 - 1003
  - 浜松工場　6356, 6353, 6381, 6380 → 1013 - 1016
  - 小倉工場　6353, 6355, 6359 → 1026 - 1028
- 1925年改造（24両）
  - 大宮工場　6364, 6369, 6375, 6365, 6366, 6372, 6376, 6370 → 1004 - 1011
  - 浜松工場　6374, 6377, 6379, 6382, 6378, 6385, 6383, 6384, 6362 → 1017 - 1025
  - 小倉工場　6357, 6360, 6350, 6351, 6352, 6358, 6361 → 1029 - 1035
- 1926年改造（1両）
  - 大宮工場　6371 → 1012

改造落成後は各工場の管内に配属されたが、後にかなり移動している。1933年6月末現在の配置は、東京鉄道局に7両（品川、八王子、真岡、水戸）、名古屋鉄道局に13両（美濃太田、名古屋、福井、高岡）、大阪鉄道局に12両（松山、高松）、仙台鉄道局に4両（小牛田）で、全車が健在であったが、1945年3月末には35両に減少しており、1952年3月末には1両となり、間もなく全廃された。
民間への譲渡は6両で、その状況は次のとおりである。
- 1006（194?年） → 大日本炭礦（勿来） 1006
- 1017（1950年） → 名古屋鉄道 1017
- 1020（1948年） → 山形交通（尾花沢線） 1020
- 1021（1950年） → 昭和電工 1021
- 1023（1948年） → 北陸鉄道（能登線） 1023 → B301
- 1024（1950年） → 名古屋鉄道 1024

山形交通に移った1020は尾花沢線で混合列車の牽引に使用された。1952年にディーゼル機関車が導入されて以後も除雪用として残ったが、ディーゼル機関車が2両揃った1954年11月に使用が停止され、翌年2月に廃車された。
北陸鉄道に移った1023は能登線で使用され、1949年にB30形 (B301) と改番されたが、現車のナンバープレートはそのままであったようである。1955年2月に廃車となった。
名古屋鉄道の2両は1950年9月に入線。1017は新那加駅に配備され、進駐軍三柿野キャンプへの輸送用として使用された。1024は新鵜沼駅-豊山駅-小牧飛行場（豊山駅-小牧飛行場は貨物支線）の輸送用として使用された。1957年には1017、1024は共に築港線に移り、貨物列車の牽引用に使用された。1017は1958年6月、1024は1959年7月に廃車となった。

## 主要諸元
| 形式                           | 6200形                   | 6270形                   | 6300形                   | 6350形                   | 6250形                   | 1000形（2代）                         | 1070形                                | 1150形                                |
| ------------------------------ | ------------------------ | ------------------------ | ------------------------ | ------------------------ | ------------------------ | ------------------------------------- | ------------------------------------- | ------------------------------------- |
| 全長                           | 14,345mm                 | 14,345mm                 | 14,351mm                 | 14,351mm                 | 14,057mm                 | 11,371mm                              | 11,381mm                              | 11,667mm                              |
| 全高                           | 3,734mm                  | 3,734mm                  | 3,734mm                  | 3,734mm                  | 3,808mm                  | 3,734mm                               | 3,808mm                               | 3,810mm                               |
| 全幅                           | ?                        | ?                        | 2,483mm                  | 2,483mm                  | 2,286mm                  | 2,578mm                               | ?                                     | ?                                     |
| 軌間                           | 1,067mm                  | 1,067mm                  | 1,067mm                  | 1,067mm                  | 1,067mm                  | 1,067mm                               | 1,067mm                               | 1,067mm                               |
| 車軸配置                       | 4-4-0(2B)                | 4-4-0(2B)                | 4-4-0(2B)                | 4-4-0(2B)                | 4-4-0(2B)                | 4-4-0(2B)                             | 4-4-0(2B)                             | 4-4-0(2B)                             |
| 動輪直径                       | 1,524mm                  | 1,524mm                  | 1,524mm                  | 1,524mm                  | 1,520mm                  | 1,520mm                               | 1,520mm                               | 1,520mm                               |
| 弁装置                         | スチーブンソン式基本型   | スチーブンソン式基本型   | スチーブンソン式基本型   | スチーブンソン式基本型   | スチーブンソン式基本型   | スチーブンソン式基本型                | スチーブンソン式基本型                | スチーブンソン式基本型                |
| シリンダー（直径×行程）        | 406mm×610mm              | 406mm×610mm              | 406mm×610mm              | 406mm×610mm              | 381mm×610mm              | 406mm×610mm                           | 406mm×610mm                           | 406mm×610mm                           |
| ボイラー圧力                   | 11.2kg/cm2               | 11.2kg/cm2               | 11.3kg/cm2               | 11.3kg/cm2               | 12.0kg/cm2               | 11.0/12.0kg/cm2                       | 11.0/12.0kg/cm2                       | 11.0/12.0kg/cm2                       |
| 火格子面積                     | 1.33m2                   | 1.33m2                   | 1.33m2                   | 1.33m2                   | 1.32m2                   | 1.33m2                                | 1.32m2                                | 1.33m2                                |
| 全伝熱面積                     | 82.1m2                   | 82.1m2                   | 82.1m2                   | 82.1m2                   | 58.1m2                   | 73.9m2                                | 73.9m2                                | 73.9m2                                |
| 過熱伝熱面積                   | -                        | -                        | -                        | -                        | 14.9m2                   | -                                     | -                                     | -                                     |
| 全蒸発伝熱面積                 | 82.1m2                   | 82.1m2                   | 82.1m2                   | 82.1m2                   | 43.2m2                   | 73.9m2                                | 73.9m2                                | 73.9m2                                |
| 煙管蒸発伝熱面積               | 74.3m2                   | 74.3m2                   | 74.3m2                   | 74.3m2                   | 35.3m2                   | 66.1m2                                | 66.1m2                                | 66.1m2                                |
| 火室蒸発伝熱面積               | 7.8m2                    | 7.8m2                    | 7.8m2                    | 7.8m2                    | 7.9m2                    | 7.8m2                                 | 7.8m2                                 | 7.8m2                                 |
| ボイラー水容量                 | 2.6m3                    | 2.6m3                    | 2.6m3                    | 2.6m3                    | 2.5m3                    | 2.6m3                                 | 3.3m3                                 | 2.6m3                                 |
| 大煙管（直径×長サ×数）         | -                        | -                        | -                        | -                        | 127mm×3,226mm×16本       | -                                     | -                                     | -                                     |
| 小煙管（直径×長サ×数）         | 45mm×3,229mm×163本       | 45mm×3,229mm×163本       | 45mm×3,229mm×163本       | 45mm×3,229mm×163本       | 45mm×3,226mm×66本        | 45mm×3,229mm×163本                    | 45mm×3,229mm×163本                    | 45mm×3,229mm×163本                    |
| 機関車運転整備重量             | 32.0t                    | 32.0t                    | 34.00t                   | 32.57t                   | 34.13t                   | 47.90t                                | 48.00t                                | 45.30t                                |
| 機関車空車重量                 | 29.18t                   | 29.18t                   | 31.52t                   | 29.47t                   | 31.34t                   | 36.01t                                | 36.00t                                | 36.81t                                |
| 機関車動輪上重量（運転整備時） | 20.69t                   | 20.69t                   | 21.92t                   | 20.46t                   | 21.25t                   | 25.83t                                | 23.70t                                | 27.80t                                |
| 機関車動輪軸重（第1動輪上）    | 11.31t                   | 11.31t                   | 11.18t                   | 10.39t                   | 10.90t                   | 12.98t                                | 12.00t                                | 14.80t                                |
| 炭水車重量（運転整備時）       | 24.43t                   | 24.43t                   | 25.58t                   | 24.46t                   | 24.41t                   | -                                     | -                                     | -                                     |
| 炭水車重量（空車）             | 11.96t                   | 11.96t                   | 13.82t                   | 12.60t                   | 11.96t                   | -                                     | -                                     | -                                     |
| 水タンク容量                   | 8.6m3                    | 8.6m3                    | 9.1m3                    | 9.1m3                    | 8.8m3                    | 6.50m3                                | 6.20m3                                | 3.5m3                                 |
| 燃料積載量                     | 3.45t                    | 3.45t                    | 3.46t                    | 3.46t                    | 3.50t                    | 2.70t                                 | 2.50t                                 | 2.2t                                  |
| シリンダ引張力                 | 6,280kg                  | 6,280kg                  | 6,280kg                  | 6,280kg                  | 6,070kg                  | 6,190kg（11.0kg/cm2のとき）           | 6,190kg（11.0kg/cm2のとき）           | 6,190kg（11.0kg/cm2のとき）           |
| ブレーキ装置                   | 手ブレーキ、真空ブレーキ | 手ブレーキ、真空ブレーキ | 手ブレーキ、真空ブレーキ | 手ブレーキ、真空ブレーキ | 手ブレーキ、真空ブレーキ | 手ブレーキ、真空ブレーキ→空気ブレーキ | 手ブレーキ、真空ブレーキ→空気ブレーキ | 手ブレーキ、真空ブレーキ→空気ブレーキ |